# Karolina-szigeteki nádiposzáta
A karolina-szigeteki nádiposzáta (Acrocephalus syrinx) a verébalakúak (Passeriformes) rendjébe, ezen belül a nádiposzátafélék (Acrocephalidae) családjába és az Acrocephalus nembe tartozó faj. 15 centiméter hosszú. A Mikronéziához tartozó Karolina-szigeteken él. Áprilistól októberig találtak fészkeiben tojásokat.

## Fordítás
- Ez a szócikk részben vagy egészben  a   Carolinian reed warbler című angol Wikipédia-szócikk fordításán alapul.  Az eredeti cikk szerkesztőit annak laptörténete sorolja fel. Ez a jelzés csupán a megfogalmazás eredetét és a szerzői jogokat jelzi, nem szolgál a cikkben szereplő információk forrásmegjelöléseként.